# Kevin Holtz
Kevin Holtz (Luxemburgo, 6 de marzo de 1993) es un ex-futbolista luxemburgués que jugaba en la demarcación de centrocampista. Es hijo del exfutbolista y entrenador Luc Holtz.

## Selección nacional
Tras jugar con la selección de fútbol sub-19 de Luxemburgo y la sub-21, finalmente hizo su debut con la selección absoluta el 2 de junio de 2019 en un encuentro amistoso contra Madagascar, partido que finalizó con un resultado de empate a tres tras los goles de Vincent Thill, Vahid Selimovic y de Laurent Jans para Luxemburgo, y de Paulin Voavy, Faneva Andriatsima y Carolus Andriamatsinoro para Madagascar.

## Clubes
| Club                      | País       | Año       | Partidos | Goles |
| ------------------------- | ---------- | --------- | -------- | ----- |
| FC Etzella Ettelbruck     | Luxemburgo | 2010-2013 | 16       | 2     |
| FC Erpeldange 72 (cedido) | Luxemburgo | 2013      | 1        | 0     |
| FC Etzella Ettelbruck     | Luxemburgo | 2013-2020 | 156      | 38    |
| FC Progrès Niedercorn     | Luxemburgo | 2020-21   | 11       | 0     |
| FC Atert Bissen (cedido)  | Luxemburgo | 2022      | 10       | 1     |
| FC Sporting Mertzig       | Luxemburgo | 2023-2024 | 3        | 3     |